# Национальные наслеги
В Якутии в настоящее время 48 национальных и кочевых национальных наслегов, созданных на территориях, населённых эвенами, эвенками, юкагирами, долганами и чукчами.

| №  | название                                        | национальная принадлежность | район (улус)         | Дата указа/ постановления |
| -- | ----------------------------------------------- | --------------------------- | -------------------- | ------------------------- |
| 1  | Майорский национальный наслег                   | эвены                       | Абыйский улус        | 25 декабря 1991           |
| 2  | Анамы (Анаминский наслег)                       | эвенки                      | Алданский улус       | 19 июня 2008              |
| 3  | Беллетский эвенкийский национальный наслег      | эвенки                      | Алданский улус       | 22 июля 2008              |
| 4  | Юкагирский наслег                               | юкагиры/эвены               | Аллаиховский улус    | 19 июня 2008              |
| 5  | Ойотунгский национальный кочевой наслег         | эвены/юкагиры               | Аллаиховский улус    | 16 июня 1992              |
| 6  | Саскылахский национальный (эвенкийский) наслег  | эвенки                      | Анабарский улус      | 25 декабря 1991           |
| 7  | Юрюнг-Хаинский национальный (долганский) наслег | долганы                     | Анабарский улус      | 25 декабря 1991           |
| 8  | Булунский эвенкийский национальный наслег       | эвенки                      | Булунский улус       | 27 ноября 2006            |
| 9  | Быковский эвенкийский национальный наслег       | эвенки                      | Булунский улус       | 9 октября 2008            |
| 10 | Хара-Улахский национальный наслег               | эвенки                      | Булунский улус       | 19 июня 2008              |
| 11 | Тюметинский эвенкийский национальный наслег     | эвенки                      | Булунский улус       | 18 февраля 2010           |
| 12 | Нелемнский юкагирский наслег                    | юкагиры                     | Верхнеколымский улус | 20 июля 1992              |
| 13 | Утаинский эвенский национальный наслег          | эвены                       | Верхнеколымский улус | 27 ноября 2014            |
| 14 | Жиганский эвенкийский национальный наслег       | эвенки                      | Жиганский улус       | 23 апреля 2009            |
| 15 | Линдинский эвенкийский национальный наслег      | эвенки                      | Жиганский улус       | 26 апреля 2018            |
| 16 | Кыстатыам (Ленский наслег)                      | эвенки                      | Жиганский улус       | 15 октября 2009           |
| 17 | Кировский эвенский национальный наслег          | эвены                       | Кобяйский улус       | 28 июня 2012              |
| 18 | Ламынхинский национальный наслег                | эвены                       | Кобяйский улус       | 8 ноября 2007             |
| 19 | Садынский национальный эвенкийский наслег       | эвенки                      | Мирнинский улус      | 25 декабря 1991           |
| 20 | Соболохский национальный наслег                 | эвены                       | Момский улус         | 25 декабря 1991           |
| 21 | Чыбагалахский национальный наслег               | эвены                       | Момский улус         | 25 декабря 1991           |
| 22 | Индигирский национальный наслег                 | эвены                       | Момский улус         | 25 декабря 1991           |
| 23 | Момский национальный наслег                     | эвены                       | Момский улус         | 25 декабря 1991           |
| 24 | Тебюлехский национальный наслег                 | эвены                       | Момский улус         | 25 декабря 1991           |
| 25 | Улахан-Чистайский национальный наслег           | эвены                       | Момский улус         | 25 декабря 1991           |
| 26 | Халарчинский чукотский национальный наслег      | чукчи                       | Нижнеколымский улус  | 10 ноября 2011            |
| 27 | Олёринский Суктул (Олёринский наслег)           | юкагиры                     | Нижнеколымский улус  |                           |
| 28 | Иенгринский эвенкийский национальный наслег     | эвенки                      | Нерюнгринский район  | 15 октября 2009           |
| 29 | Жарханский национальный наслег                  | эвенки                      | Олёкминский улус     | 25 декабря 1991           |
| 30 | Киндигирский национальный наслег                | эвенки                      | Олёкминский улус     | 25 декабря 1991           |
| 31 | Тянский национальный наслег                     | эвенки                      | Олёкминский улус     | 25 декабря 1991           |
| 32 | Чаринский национальный наслег                   | эвенки                      | Олёкминский улус     | 25 декабря 1991           |
| 33 | Жилиндинский национальный наслег                | эвенки                      | Оленёкский улус      | 25 декабря 1991           |
| 34 | Кирбейский национальный наслег                  | эвенки                      | Оленёкский улус      | 25 декабря 1991           |
| 35 | Оленёкский национальный наслег                  | эвенки                      | Оленёкский улус      | 25 декабря 1991           |
| 36 | Шологонский национальный наслег                 | эвенки                      | Оленёкский улус      | 25 декабря 1991           |
| 37 | Берёзовский национальный (кочевой) наслег       | эвены                       | Среднеколымский улус | 20 марта 1992             |
| 38 | Томпонский национальный (эвенский) наслег       | эвены                       | Томпонский улус      | 13 июля 2006              |
| 39 | Кюпский национальный наслег                     | эвенки                      | Усть-Майский улус    | 25 декабря 1991           |
| 40 | Петропавловский национальный наслег             | эвенки                      | Усть-Майский улус    | 25 декабря 1991           |
| 41 | Эжанский национальный наслег                    | эвенки                      | Усть-Майский улус    | 25 декабря 1991           |
| 42 | Казачинский национальный наслег                 | эвены/эвенки/юкагиры        | Усть-Янский улус     | 25 декабря 1991           |
| 43 | Омолойский национальный наслег                  | эвены                       | Усть-Янский улус     | 25 декабря 1991           |
| 44 | Силянняхский национальный наслег                | эвены                       | Усть-Янский улус     | 25 декабря 1991           |
| 45 | Туматский национальный наслег                   | эвены/эвенки/юкагиры        | Усть-Янский улус     | 20 марта 1992             |
| 46 | Усть-Янский национальный наслег                 | эвены/эвенки/юкагиры        | Усть-Янский улус     | 20 марта 1992             |
| 47 | Уяндинский национальный наслег                  | эвены                       | Усть-Янский улус     | 5 октября 1992            |
| 48 | Юкагирский национальный (кочевой) наслег        | юкагиры                     | Усть-Янский улус     | 5 октября 1992            |